# راي مادن
راي مادن هو محامي وقاضي وسياسي أمريكي، ولد في 25 فبراير 1892 في واسيكا في الولايات المتحدة، وتوفي في 28 سبتمبر 1987 في واشنطن العاصمة في الولايات المتحدة. نشط حزبياً في الحزب الديمقراطي.

## مناصب
- انتخب Comptroller [الإنجليزية]‏ (1935 – 1938).
- انتخب مندوب [الإنجليزية]‏ (1940 – ).
- انتخب أمين الخزينة (1938 – 1942).
- انتخب قاضي (1916 – ).
- انتخب عضو مجلس النواب الأمريكي [الإنجليزية]‏.